# Waterpolo op de Europese Spelen 2015 - Vrouwen
Het waterpolo vrouwen tijdens de Europese Spelen 2015 in Bakoe, Azerbeidzjan van 12 tot en met 20 juni was een van de onderdelen van het evenement waterpolo.

## Kwalificatie
| Wijze van kwalificatie                              | Landen                                                |
| --------------------------------------------------- | ----------------------------------------------------- |
| Europees kampioenschap waterpolo voor junioren 2013 | Griekenland Spanje Nederland Italië Hongarije Rusland |
| Kwalificatie Europese Spelen 2015 A                 | Frankrijk Groot-Brittannië                            |
| Kwalificatie Europese Spelen 2015 B                 | Slovenië Israël                                       |
| Kwalificatie Europese Spelen 2015 C                 | Duitsland Servië                                      |
| Totaal                                              | 12                                                    |

## Voorrondes

### Groep A
Alle tijden volgens de Azerbeidzjaanse zomertijd
| Pos | Team             | Gsp | W | V | G | DV | DT | DS  | PT | Opmerking         |
| --- | ---------------- | --- | - | - | - | -- | -- | --- | -- | ----------------- |
| 1.  | Griekenland      | 5   | 4 | 0 | 1 | 78 | 29 | 49  | 12 | Ronde 1-4         |
| 2.  | Nederland        | 5   | 4 | 0 | 1 | 86 | 34 | 52  | 12 | Kwartfinale       |
| 3.  | Hongarije        | 5   | 4 | 0 | 1 | 80 | 35 | 45  | 12 | Kwartfinale       |
| 4.  | Duitsland        | 5   | 2 | 0 | 3 | 32 | 61 | -29 | 6  | Halve finale 7-10 |
| 5.  | Groot-Brittannië | 5   | 1 | 0 | 4 | 33 | 74 | -41 | 3  | Ronde 7-12        |
| 6.  | Israël           | 5   | 0 | 0 | 5 | 18 | 94 | -76 | 0  | Ronde 7-12        |

| Datum   | Uur       | Land             | Land             | Uitslag | Periode              | Verslag     |
| ------- | --------- | ---------------- | ---------------- | ------- | -------------------- | ----------- |
| 12 juni | 12:00 uur | Nederland        | Israël           | 29 - 1  | (5-0, 8-0, 9-1, 7-0) | [ 1 ] [ 2 ] |
| 12 juni | 12:00 uur | Hongarije        | Duitsland        | 21 - 4  | (6-1, 6-1, 6-0, 3-2) |             |
| 12 juni | 13:45 uur | Griekenland      | Groot-Brittannië | 20 - 2  | (4-0, 6-0, 2-1, 8-1) |             |
| 13 juni | 15:00 uur | Israël           | Hongarije        | 3 - 23  | (0-9, 0-5, 2-6, 1-3) |             |
| 13 juni | 16:45 uur | Groot-Brittannië | Duitsland        | 8 - 10  | (3-4, 1-3, 2-2, 2-1) |             |
| 13 juni | 20:30 uur | Griekenland      | Nederland        | 14 - 8  | (5-1, 3-3, 3-3, 3-1) |             |
| 14 juni | 11:15 uur | Duitsland        | Israël           | 10 - 1  | (4-1, 2-0, 1-0, 3-0) |             |
| 14 juni | 16:45 uur | Nederland        | Groot-Brittannië | 19 - 6  | (2-0, 6-2, 8-3, 3-1) |             |
| 14 juni | 20:30 uur | Hongarije        | Griekenland      | 11 - 10 | (1-4, 1-4, 2-1, 5-1) |             |
| 15 juni | 15:00 uur | Groot-Brittannië | Israël           | 13 - 9  | (4-2, 3-1, 4-3, 2-3) |             |
| 15 juni | 16:45 uur | Griekenland      | Duitsland        | 15 - 4  | (5-0, 3-2, 3-1, 4-1) |             |
| 15 juni | 20:30 uur | Nederland        | Hongarije        | 14 - 9  | (2-2, 3-4, 5-2, 4-1) |             |
| 16 juni | 10:30 uur | Griekenland      | Israël           | 19 - 4  | (3-3, 6-0, 5-0, 5-1) |             |
| 16 juni | 12:15 uur | Duitsland        | Nederland        | 4 - 16  | (0-4, 0-6, 1-4, 3-2) |             |
| 16 juni | 18:00 uur | Hongarije        | Groot-Brittannië | 16 - 4  | (5-2, 2-2, 5-0, 4-0) |             |

### Groep B
| Pos | Team      | Gsp | W | V | G | DV | DT | DS  | PT | Opmerking               |
| --- | --------- | --- | - | - | - | -- | -- | --- | -- | ----------------------- |
| 1.  | Rusland   | 5   | 4 | 1 | 0 | 89 | 29 | 60  | 13 | Ronde 1-4               |
| 2.  | Spanje    | 5   | 4 | 0 | 1 | 75 | 33 | 42  | 12 | Kwartfinale             |
| 3.  | Italië    | 5   | 3 | 1 | 0 | 76 | 37 | 39  | 10 | Kwartfinale             |
| 4.  | Slovenië  | 5   | 2 | 0 | 3 | 33 | 64 | -31 | 6  | Halve finale ronde 7-10 |
| 5.  | Frankrijk | 5   | 1 | 0 | 4 | 27 | 83 | -56 | 3  | Ronde 7-12              |
| 6.  | Servië    | 5   | 0 | 0 | 5 | 26 | 80 | -54 | 0  | Ronde 7-12              |

| Datum   | Uur       | Land      | Land      | Uitslag | Periode              |
| ------- | --------- | --------- | --------- | ------- | -------------------- |
| 12 juni | 13:45 uur | Spanje    | Servië    | 17 - 4  | (5-0, 2-1, 5-0, 5-3) |
| 12 juni | 15:30 uur | Rusland   | Slovenië  | 13 - 4  | (2-1, 3-1, 4-2, 4-0) |
| 12 juni | 15:30 uur | Italië    | Frankrijk | 22 - 5  | (6-1, 4-1, 4-0, 8-3) |
| 13 juni | 11:15 uur | Frankrijk | Rusland   | 3 - 25  | (0-4, 1-8, 1-8, 1-7) |
| 13 juni | 13:00 uur | Servië    | Slovenië  | 8 - 9   | (1-0, 2-1, 4-3, 1-5) |
| 13 juni | 18:45 uur | Spanje    | Italië    | 10 - 8  | (3-0, 2-2, 2-5, 3-1) |
| 14 juni | 10:00 uur | Italië    | Servië    | 17 - 4  | (6-2, 3-0, 3-0, 5-2) |
| 14 juni | 12:00 uur | Slovenië  | Frankrijk | 9 - 5   | (5-0, 1-1, 2-2, 1-2) |
| 14 juni | 15:45 uur | Rusland   | Spanje    | 12 - 8  | (3-1, 3-2, 2-3, 4-2) |
| 15 juni | 08:15 uur | Servië    | Frankrijk | 7 - 9   | (0-2, 3-1, 2-4, 2-2) |
| 15 juni | 10:00 uur | Spanje    | Slovenië  | 20 - 4  | (5-1, 3-2, 5-0, 7-1) |
| 15 juni | 15:45 uur | Italië    | Rusland   | 11 - 11 | (3-3, 2-4, 3-2, 3-2) |
| 16 juni | 11:15 uur | Slovenië  | Italië    | 7 - 18  | (1-4, 1-5, 2-4, 3-5) |
| 16 juni | 13:00 uur | Rusland   | Servië    | 28 - 3  | (9-1, 7-1, 9-0, 3-0) |
| 16 juni | 16:45 uur | Spanje    | Frankrijk | 20 - 5  | (3-0, 8-2, 2-1, 7-2) |